# Tribu Iowa d'Oklahoma
La Tribu Iowa d'Oklahoma és una de les dues tribus reconegudes federalment de la nació iowa. L'altra és la Tribu Iowa de Kansas i Nebraska. Tradicionalment els iowa parlaven el chiwere, una de les llengües sioux occidentals. El nom propi per a la tribu és Bahkhoje, que vol dir "neu grisa," un terme inspirat per les cases tradicionals de la tribu que a l'hivern es cobrien de neu, que es tornava grisa pel fum de les llars.
Des de 1985 la tribu celebra un powwow anual. Es du a terme a mitjans de juny a quatre milles al sud de Perkins, Oklahoma, en l'Autopista 177.

## Govern
La Tribu Iowa d'Oklahoma té la seu a Perkins (Oklahoma), i la seva àrea jurisdiccional comprèn els comtats de Lincoln, Logan, Oklahoma, i Payne, Oklahoma. Dels 697 membres tribal registrats, uns 517 viuen a l'estat d'Oklahoma. Janice Kurak és l'actual cap tribal. Ella va substiuir Christie Modlin, la persona més jove que ha ocupat aquesta posició.

## Programes i desenvolupament econòmic
La tribu emet les seves pròpies plaques de matrícula de vehicles i opera el Bah-kho-je Housing Authority. Tenen una parada de camions, una benzinera, una botiga de fum, una sala de bingo, un centre d'apostes fora de pista, i un casino. L'impacte econòmic anual estimat de la Tribu Iowa d'Oklahoma va ser de 10.343.000 dòlars el 2011. La tribu opera el Cimarron Casino a Perkins, la Iowa Tribe Smokeshop a Coyle, i l'Ioway Casino Resort a Chandler.
El Bah-Kho-Je Journal és un diari publicat per la tribu per als membres registrats. La tribu també posseeix BKH Solutions, una companyia certificada SBA 8(A) que proveeix serveis de transport, construcció, energètics, arqueològics ambientals i de consultoria. Tenen el seu propi departament de policia tribal, el Tah-Je Do-Weh Che Child Development i un Programa Head Start.
La tribuy posseeix la seva pròpia Galeria Bah-Kho-Je que representa artistes iowa com Jean Bales (Iowa), David Kaskaske (Iowa-Otoe-Missouri), i Daniel Murray (Iowa/Otoe), així com artistes de tribus relacionades, such as Mars Biggoose (ponca), Gina Gray (Nació Osage), i altres. La Galeria té la base a Guthrie (Oklahoma), però ara està situada al principal complex tribal iowa a Perkins.

## Llengua
Aproximadament uns 30 membres de la tribu encara parlen l'iowa o chiwere, una de les llengües sioux occidentals. La tribu ha ofert classes de llengua en el passat i actualment està proporcionant dispositius de gravació als ancians per arxivar el material lingüístic que senten important per compartir amb les generacions més joves.

## Història
Els iowa o ioway són originaris de la regió dels Grans Llacs d'Amèrica del Nord. Es creu que juntament amb les tribus ho-chunk, otoe, i missouria havien estat una sola tribu. en el segle xvi els iowa, otoe, i missouria s'escindiren de la tribu principal i marxaren cap a sud i oest. El primer contacte registrat entre els europeus i els iowa va ser en 1676, a Green Bay (Wisconsin), on van viure entre els Ho-Chunk.
Tradicionalment, la societat iowa es dividia en dues meitats, el clan búfal i el clan de l'os, que regirien la tribu alternant-se semestralment.
De cara a la invasió euroamericana, els iowa es van traslladar a l'est al que ara és Iowa i Missouri, però en 1839 la tribu va cedir les seves terres i es va traslladar a la Reserva índia Iowa a la frontera de Kansas-Nebraska. Esclataren les faccions entre iowes purs i barrejats. Els mestissos advocaven per assimilació, mentre que els pura sang volien seguir el seu mode de vida tradicional.
En un intent de preservar les seves tradicions, la facció de sang pura de la tribu d'Iowa van començar a moure's a Territori Indi en 1878. Se'ls va donar terres Dins de la reserva Sac i Fox en 1883. Les seves terres tribals col·lectives foren trencades per la Llei de Dawes i en 1890 la terra individual va ser parcel·lada per la Comissió Cherokee a 109 membres de la tribu.
La Llei de Curtis de 1898 desmantellà el govern tribal, però la tribu fou capaç de reorganitzar-se sota l'Oklahoma Indian Welfare Act de 1936 com a Tribu Iowa d'Oklahoma. Ratificaren una constitució i estatuts en 1937.

## Bah Kho-Je Xla Chi: Programa de Rehabilitació d'Àligues

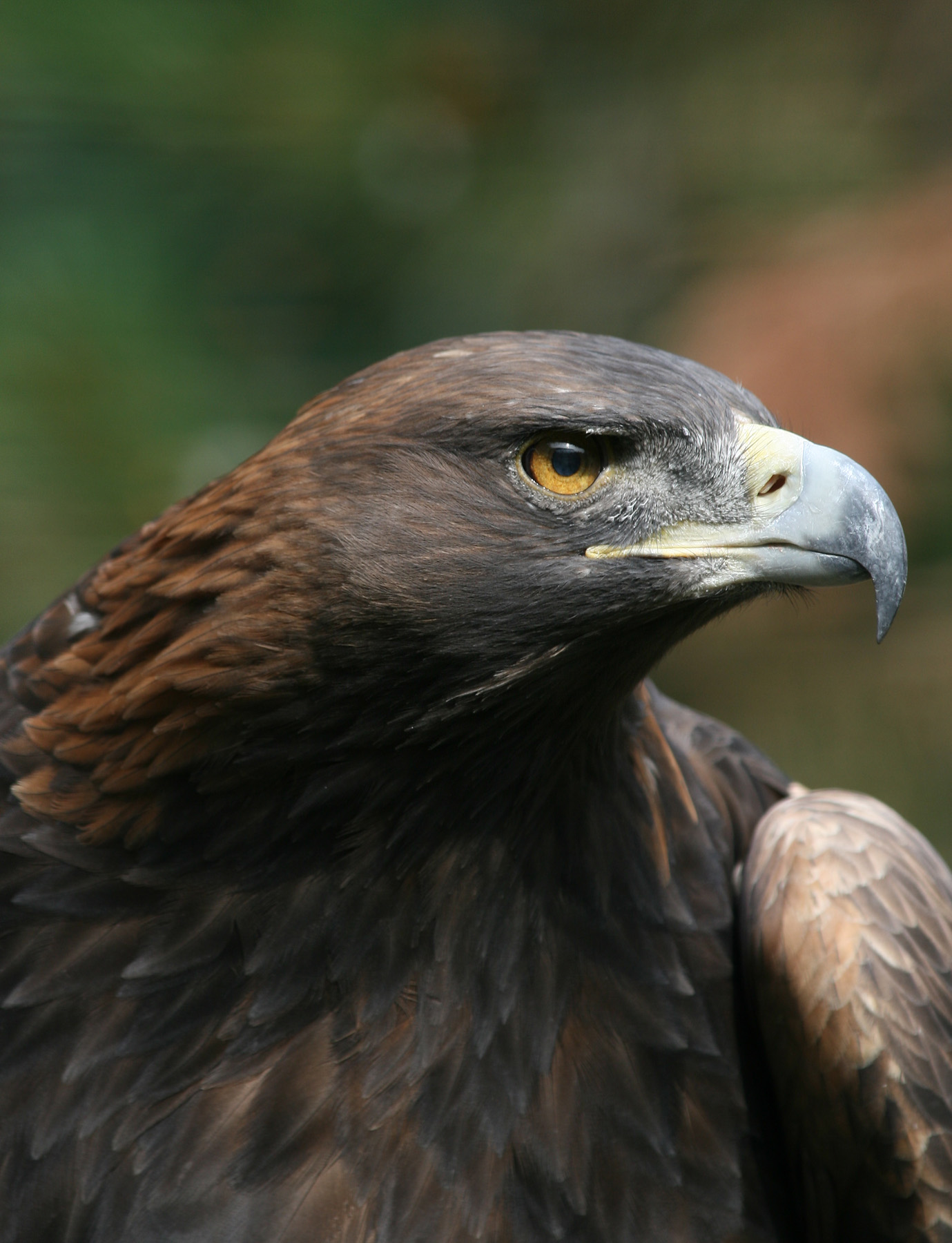
Àliga Daurada, Aquila chrysaetos

Un servei tribal únic és el Bah Kho-Je Xla Chi o Grey Snow Eagle House. Aquest aviari d'àligues va ser construït el gener de 2006, dins la preservació del búfal de la tribu. Bah Kho-Je Xla Chi serveix per rehabilitar àguiles lesionades i les àguiles de les cases que no poden ser retornades al seu hàbitat natural. El programa treballa amb l'àguila daurada i amb el pigarg americà. Situat a Perkins, aquesta és la primera instal·lació que pot albergar àguiles ferides en l'estat d'Oklahoma i compleix amb la normativa del Servei de Pesca i Vida Salvatge dels Estats Units.
L'aviari és un dels pocs al país que està obert al públic, rep visitants d'arreu del món, incloent líders tribals de moltes diferents tribus indígenes d'Oklahoma. La tribu recull les plomes d'àguila mudades naturalment per a l'ús exclusivament religiós. Victor Roubidoux, un membre de la tribu d'Iowa, serveix com a director aviari. La tribu està recaptant fons per ampliar l'aviari, des que espais per a les àguiles es van omplir gairebé immediatament amb aus procedents de tot Estats Units. La tribu ha afegit recentment una nova gàbia de vol. Roubidoux ha dit: "Creiem que l'àguila és l'únic animal que ha vist la cara del creador i per això l'honrarà amb respecte i dignitat".